# سنير دوري
سنير دوري هو لاعب كرة قدم إسرائيلي في مركز حراسة المرمى، ولد في 4 أغسطس 1987 في بتاح تكفا في إسرائيل. لعب مع مكابي نتانيا.